# Tiếng Babatana
Tiếng Babatana, hay phát âm Mbambatana, là ngôn ngữ bản địa chính của tỉnh Choiseul, Quần đảo Solomon. Dù nó bản địa vùng bờ biển Nam Choiseul giữa Sepa và vịnh Manggo, việc sử dụng ngôn ngữ này trải khắp Đảo Choiseul và hầu hết người dân đều hiểu được nó.

## Cụm từ đơn giản
Chào buổi sáng = Marisasa noe
Chào buổi chiều = Kinaka noe
Chào buổi tối = Vilu noe
Chúc ngủ ngon = Kuse noe
Hãy đi câu cá = Me mada la pepeko
Bao nhiêu = Ava via
Nhiều = Taba
Đừng lo = Manöe zirapeta
Tôi đói bụng = Ra ko sanqo
Tôi no = Ra ko kuma
Đừng ăn nó = Kasi goki tini
Tôi thích bơi = Ra ko soko ma senge
Tôi thích lặn = Ra ko soko ma kujulu
Tôi đi ngủ = Ra ma la pam
Lại đây = Zo me gati
Đi đi = Zo
Mang…tới đây = vame gati...
Lấy….đi = Qisu la...
Rời khỏi nó = To'ro
Tôi thích... = Ra ko so'ko...
Tôi thấy... = Kori...
Tôi không thấy... = Kamarinqu...
Nó rất nóng = Sa vila varuka
Mặt trời rất nóng = Kiku sa vila varuka
Bạn đang đi đâu? = Bemolae?

## Hiệu lệnh/Động từ
Đi = Zola
Đến = Zome
Nhanh = Dada
Chậm = Kurki
Dễ = Samao
Chạy = Jekele
Đợi = Piri
Nhảy = Soqa
Ngoài = Jolo
Hét = Vukulu
Nói cho anh ta = Pijoni

## Số đếm
1. Koke
2. Kere
3. Tulu
4. Vati
5. Lima
6. Vonomo
7. Vitu
8. Viu
9. Zia
10. Mano
20. Karabete
30. Tolo Ngonu
40. Kereduki
50. Neqo
60. Neqo mano
70. Neqo karabete
80. Neqo tulungunu
90. Neqo kereduki
100. Koke vubi
1000. Koke Mau

## Từ vựng khác
Thức ăn = Gaki
Khu vườn = Baroe
Sắn = Tovioko
Dứa = Kanapo
Khoai lang = Sisu
Khoai môn = To'ka (phát âm Turka)
Mứt = Noba
Bí ngô = Duru
Ngô = Lezu
Chuối = Siku
Chín = Musu
Betelnut = Kasu
Chua/Đắng = Paza
Nó có mùi = Sanabu
Mùi hôi = Nabusakata
Cá = Koete
Cá mập = Bursa
Cá Bonito = Reka
Cá sấu = Poku
Cá Kingfish = Tangere
Barracuda = Ghalu
Cá Marlin = Viruviru
Dây câu cá = Tali
Cái móc = Jopa pipiko
Mồi = Mamutu
Rặng = Pedaka
Lặn = Kojulu
San hô = Laji
Hải sâm = Bu
Vỏ sò = Meka
Sò = Banga
Sông = Vuru
Mưa = Murga
Gió = Vovosele
Cuồng phong = Sokoro
Biển = Masi
Nước ngọt = Bi
Đảo = Nunu
Núi = Supu
Biển cát = Korokone
Bầu trời = Mamalurkana
Mây = Toki
Mặt trời = Ngada
Ngôi sao = Siriputu
Mặt trăng = Ukene
Canoe = Mola
Tay chèo = Kapo
Nhà = Toke / Pande
Cái thang = Tokatoka
Nhà bếp = Pande kuki
Cái nồi = Sireke
Cửa đi = Patagamana
Cửa sổ = Vuida
Ngủ = Pam
Muỗi = Zizima